# Myrsine mccomishii
Myrsine mccomishii är en viveväxtart som först beskrevs av Thomas Archibald Sprague, och fick sitt nu gällande namn av Jackes. Myrsine mccomishii ingår i släktet Myrsine och familjen viveväxter. Inga underarter finns listade i Catalogue of Life.